# Jacob Lohmann

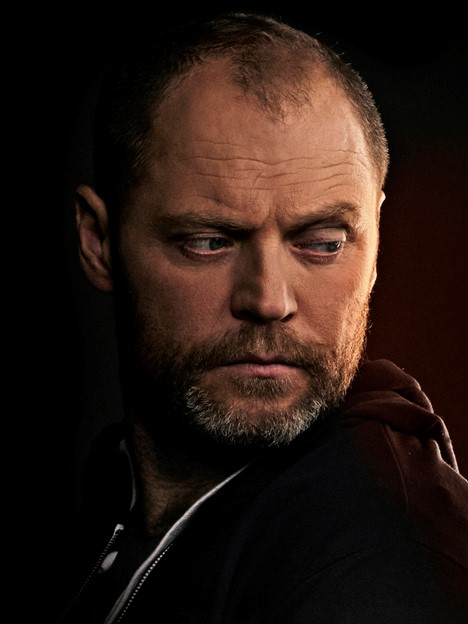
Jacob Lohmann (2016)

Jacob Ulrik Hauberg Lohmann (* 4. Februar 1974 in Odense) ist ein dänischer Schauspieler.

## Leben
Jacob Lohmann ist der Sohn des Schauspielers Lars Lohmann. Seine Tante ist die Schauspielerin Lise Lotte Lohmann. Er schloss sein Schauspielstudium im Jahr 2002 am Aarhus Teater ab. Anschließend hatte er mehrere Engagements an unterschiedlichen Theatern, darunter dem Aalborg Teater und dem Folketeatret.
Sein Filmdebüt gab er im Jahr 2003 mit einer namenlosen Nebenrolle als Mann mit Hund in der Komödie Alt, neu, geliehen & blau. Es dauerte fast zehn Jahre, bevor er sich schließlich als Schauspieler in größeren Film- und Fernsehprojekten etablieren konnte. Er spielte zwar in Filmen wie En Soap und Der Kandidat mit, war aber zumeist nur in Nebenrollen besetzt. Seinen großen Durchbruch als Schauspieler feierte er mit der Fernsehserie Norskov. Für die Darstellung des Bauern in der Krimiserie wurde er zwei Mal für einen Robert als Bester Nebendarsteller in einer Fernsehserie nominiert. 
Seitdem folgten vier weitere Robert-Nominierungen und drei Bodil-Nominierungen, wobei er jeweils in den beiden Kategorien Bester Neben- und Hauptdarsteller nominiert wurde. So wurde er jeweils als Bester Hauptdarsteller für seine Darstellung des Mike Andersen in dem Actionfilm Shorta – Das Gesetz der Straße nominiert und als Bester Nebendarsteller für sein Spiel des Mads in der Komödie Alle Jahre wieder.... Seinen ersten Robert erhielt er schließlich 2020 als Bester Nebendarsteller für seine Rolle des Søren, die er in neun Folgen in der Krimiserie Follow the Money verkörperte. 2023 erhielt er die Auszeichnung Ove-Sprogøe-Preis. In der Thrillerserie Oxen, basierend auf der Romanreihe von Jens Henrik Jensen, spielt er 2023 die titelgebende Hauptrolle.
Lohmann ist mit der Maskenbildnerin Louise Hauberg verheiratet. Sie lernten sich 2007 kennen und sind seit 2012 verheiratet. Sie haben zwei gemeinsame Kinder und leben seit 2019 auf einem 5 Hektar großen Gehöft in Veksø.

## Filmografie
- 2003: Alt, neu, geliehen & blau (Se til venstre, der er en svensker)
- 2006: En Soap
- 2008: Anna Pihl – Auf Streife in Kopenhagen (Anna Pihl, Fernsehserie, zehn Folgen)
- 2008: Der Kandidat (Kandidaten)
- 2009–2010: Kleine Morde unter Nachbarn (Lærkevej, Fernsehserie, zwei Folgen)
- 2009–2012: Kommissarin Lund – Das Verbrechen (Forbrydelsen, Fernsehserie, acht Folgen)
- 2009: Protectors – Auf Leben und Tod (Livvagterne, Fernsehserie, eine Folge)
- 2011: Vater hoch vier – Zurück zur Natur (Far til fire – tilbage til naturen)
- 2012: Die Königin und der Leibarzt (En kongelig affære)
- 2013: In der Stunde des Luchses (I lossens time)
- 2015–2017: Norskov (Fernsehserie, 16 Folgen)
- 2015: Sommer '92 (Sommeren '92)
- 2016: Erlösung (Flaskepost fra P)
- 2017: Countdown Copenhagen (Gidseltagningen, Fernsehserie, drei Folgen)
- 2017: Darkland (Underverden)
- 2018: Alle Jahre wieder… (Den tid på året)
- 2018: The Guilty (Den skyldige)
- 2018–2019: The Rain (Fernsehserie, drei Folgen)
- 2019: Das Rätsel (Les Traducteurs)
- 2019: Follow the Money (Bedrag, Fernsehserie, neun Folgen)
- 2019: Walhalla – Die Legende von Thor (Valhalla)
- 2020: Helden der Wahrscheinlichkeit (Retfærdighedens ryttere)
- 2020: Shorta – Das Gesetz der Straße (Shorta)
- 2020: Wenn die Stille einkehrt (Når støvet har lagt sig, Fernsehserie, zehn Folgen)
- 2022: Godland
- 2023: King’s Land (Bastarden)
- 2023: Oxen (Fernsehserie, 6 Folgen)
- 2024: Die Wärterin (Vogter)